# Greșu, Vrancea
Greșu este un sat în comuna Tulnici din județul Vrancea, Moldova, România.

## Etimologie
Considerat de Iorgu Iordan ca făcând parte dintre toponimele ce evocă natura terenului pe care este situată localitatea, numele satului Greșu ar putea proveni de la gresă – „gresie”. O altă etimologie posibilă ar fi greș –„strugure mic lăsat pe butucul viei”, însă acesta nu este apt, conform opiniei lui Iorgu Iordan, de a deveni nume topic. Rămâne varianta gresie, lucru explicabil prin faptul că gresiile alcătuiesc structura geo-morfologică a zonei.

## Transport
- DN2D

## Galerie de imagini

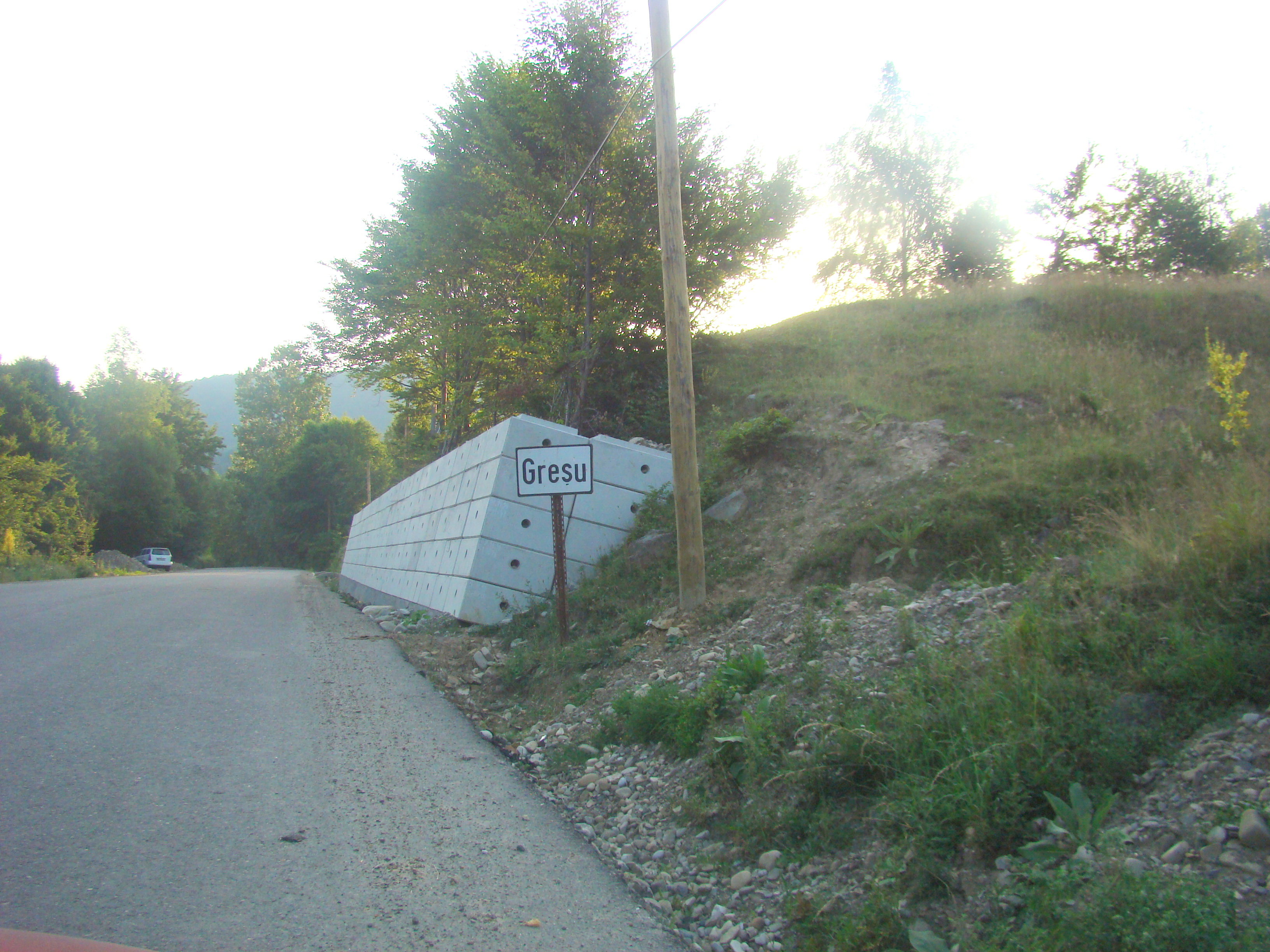
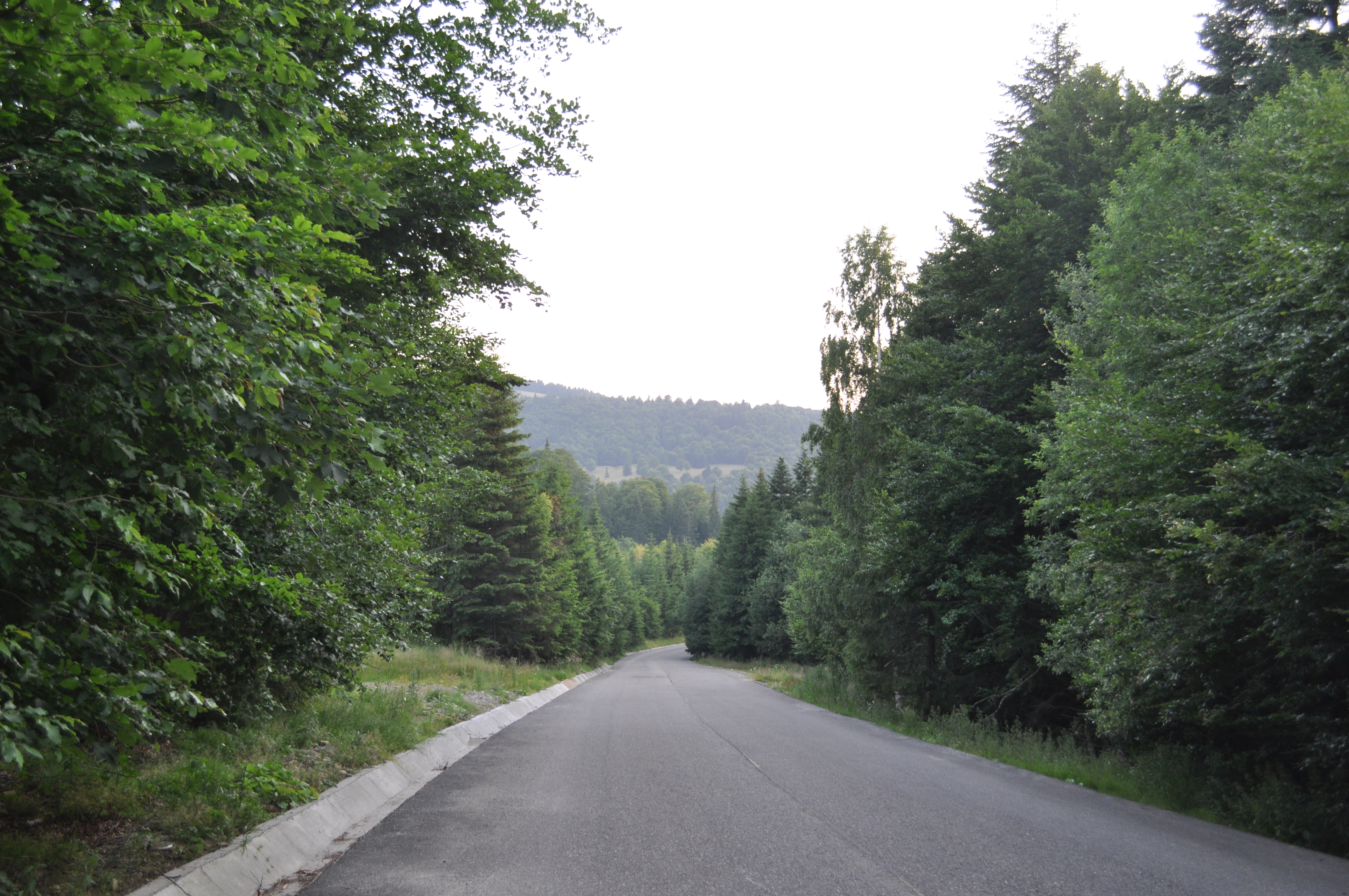
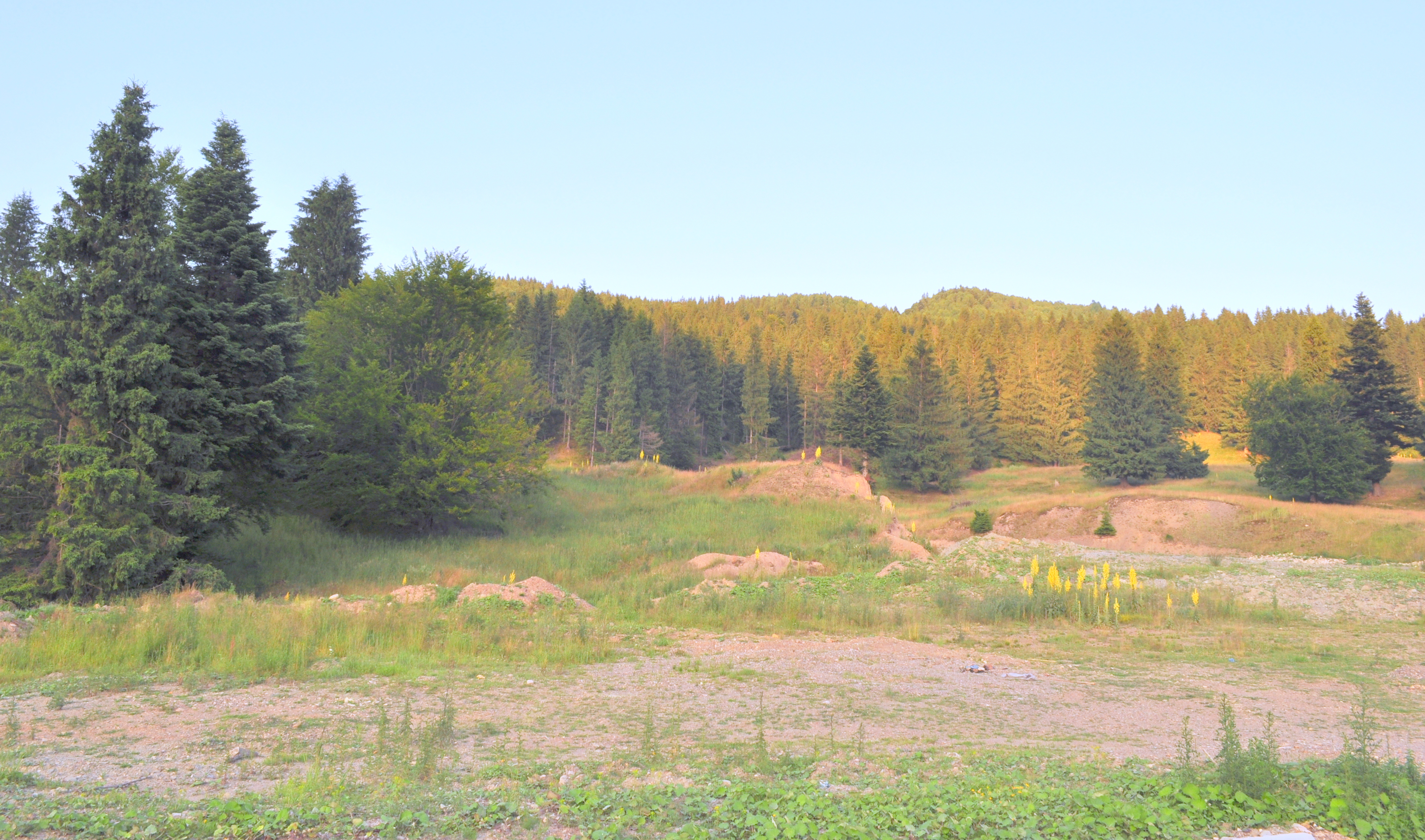
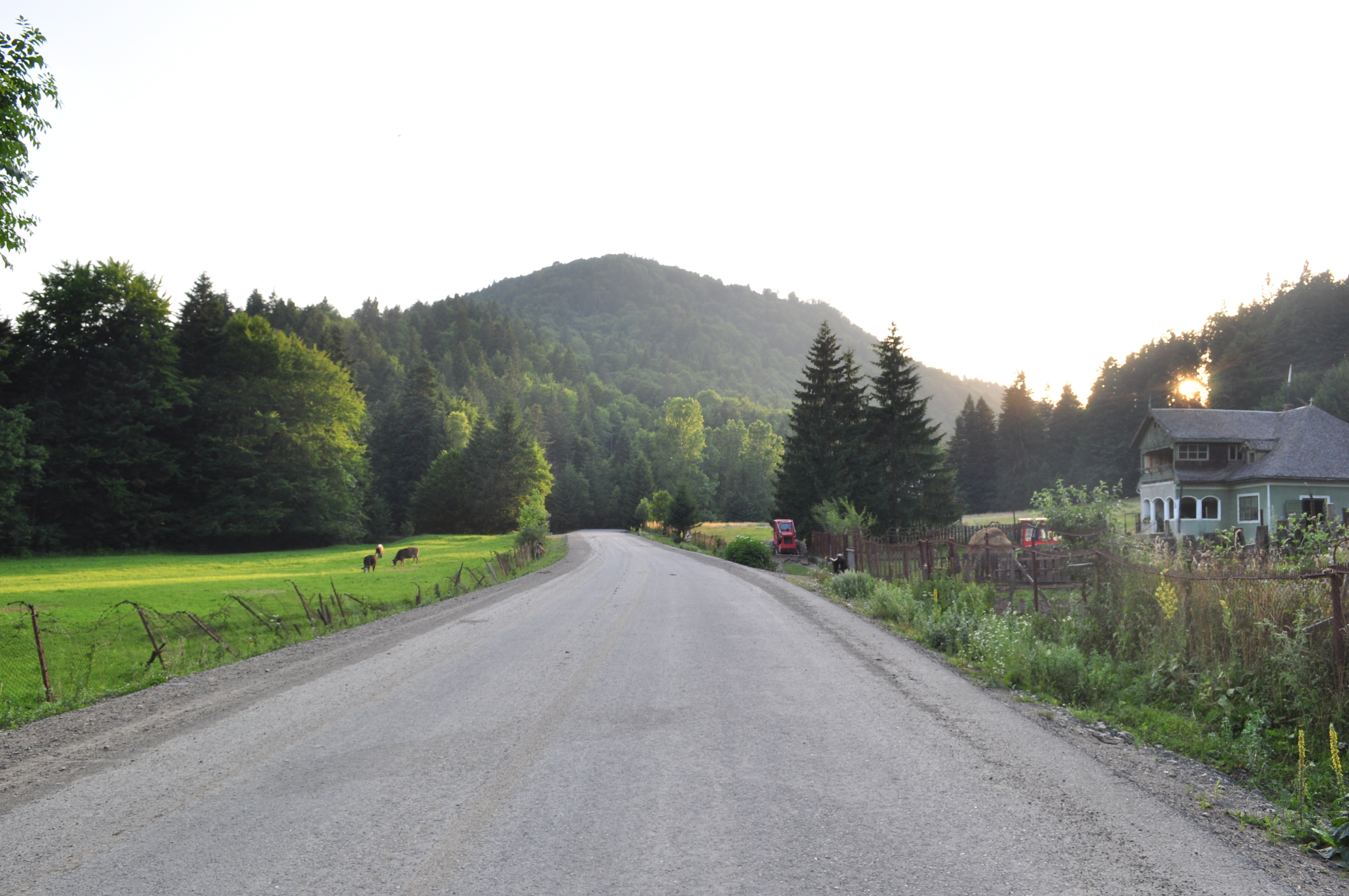
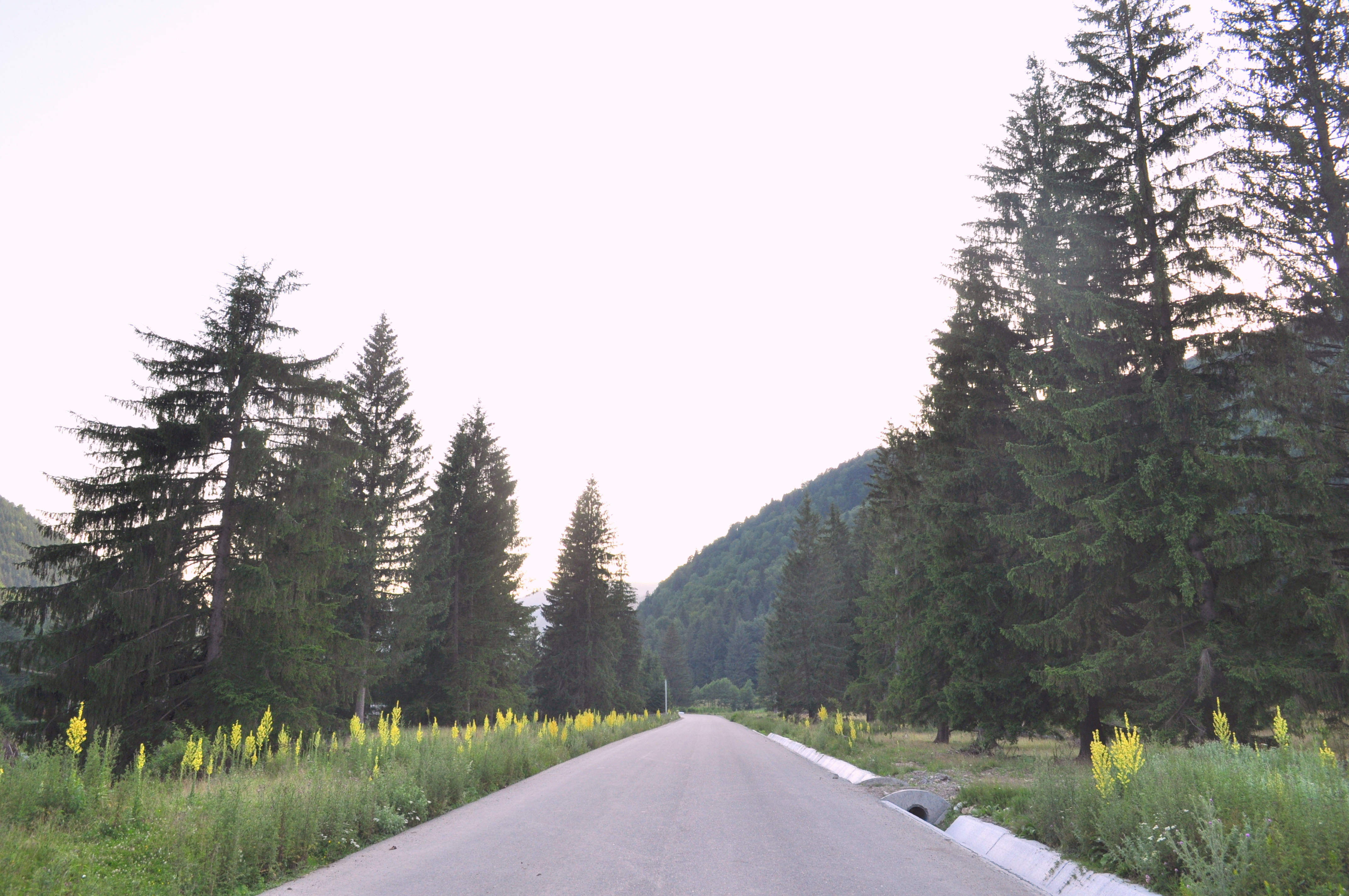
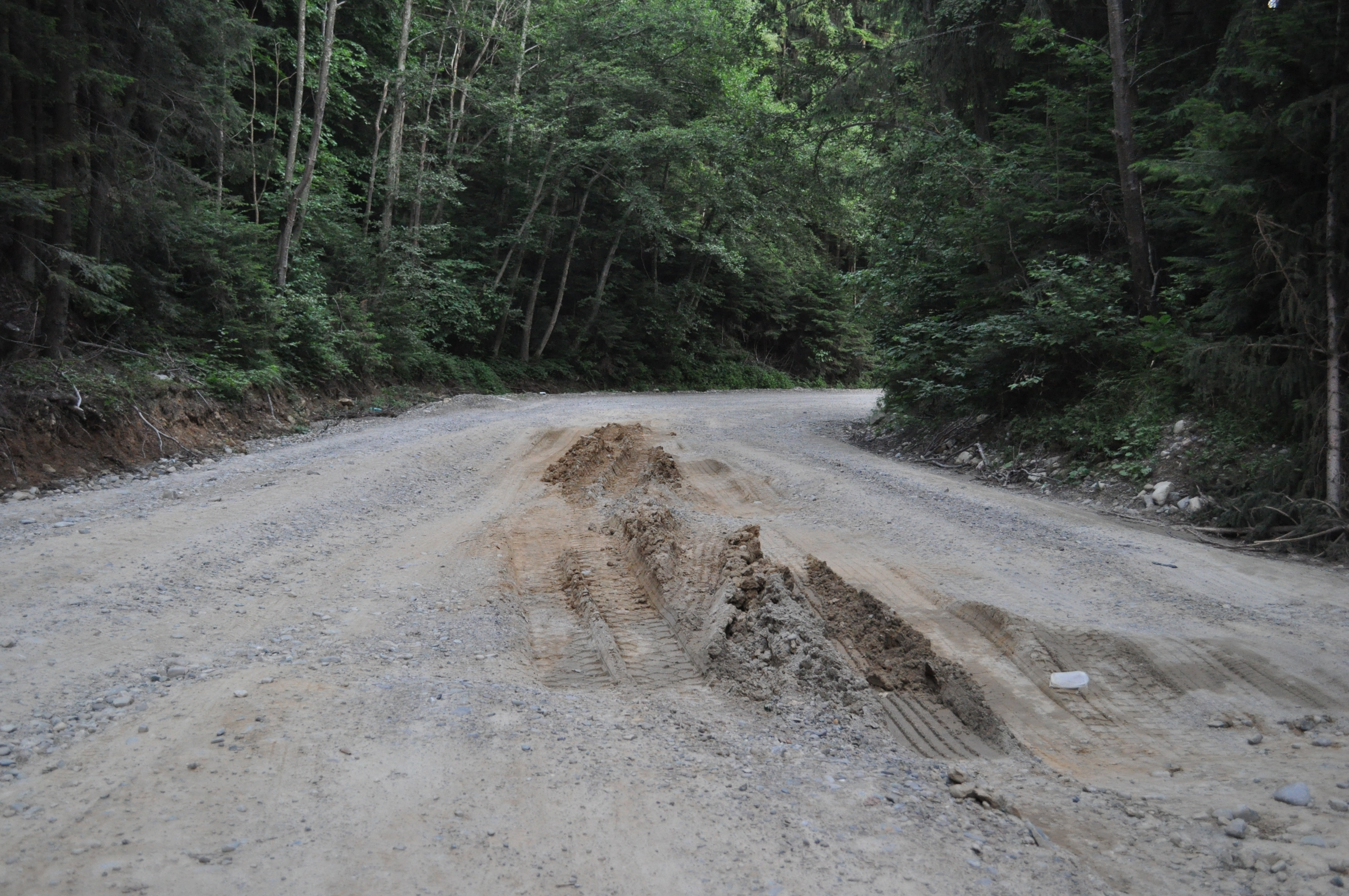
„Drumul național” Focșani-Târgu-Secuiesc (sectorul Greșu-Ojdula)